# Dicerca mutica
Dicerca mutica är en skalbaggsart som beskrevs av Leconte 1860. Dicerca mutica ingår i släktet Dicerca och familjen praktbaggar. Inga underarter finns listade i Catalogue of Life.